# Claudius Clavus
Claudius Clavus, (Suartho) noto anche come Nicholas Niger in lingua danese Claudius Claussøn Swart, (14 settembre 1388 – ...), è stato un geografo danese talvolta ritenuto il primo cartografo dei paesi nordici.

## Biografia
Si crede sia nato in un villaggio di Salling nell'isola danese di Funen. Egli è commemorato da una targa nel locale Aagaarden.
Nel 1412-13, all'età di venticinque anni, iniziò a viaggiare per l'Europa e giunse circa un decennio dopo (1423–24) a Roma. Si crede anche che abbia viaggiato verso nord fino alla latitudine di 70° 10' N. A Roma fece amicizia con il cardinale Giordano Orsini e con il segretario del papa, Poggio Bracciolini, che si stavano occupando dell'aggiornamento della vecchia cartografia pontificia. Claudius contribuì ad una più realistica descrizione dei paesi nordici, in particolare dell'Islanda e della Groenlandia, e fu probabilmente il primo cartografo a rappresentare la Groenlandia su una mappa geografica. Si sa anche che diede il nome a delle località dell'isola usando dei termini tratti dalle antiche canzoni tradizionali.
La maggior parte delle sue opere (comprese due mappe) sono andate perdute, anche se una copia di esse è giunta a noi tramite i cartografi tedeschi Donnus Nicholas Germanus e Henricus Martellus Germanus. Nel XIX secolo, altri suoi testi sono stati ritrovati nella biblioteca imperiale di Vienna.